# Palmeiras de Goiás

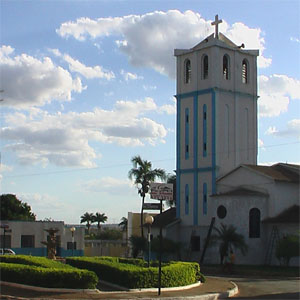
Biserică

Palmeiras de Goiás este un oraș în Goiás (GO), Brazilia.